# 카말라 칸
카말라 칸은 미국 만화 중 마블 코믹스에 등장하는 슈퍼히로인으로 사나 아마나트와 스티븐 웨커, G. 윌로 윌슨과 화가 아드리안 아포나가 만들었다. 그녀는 캡틴 마블 제14호에 처음 등장한다. 그녀는 이후 단독 시리즈인 미즈 마블에 2014년 2월부터 데뷔했다. 그녀는 마블 유니버스의 일원으로 칸은 10대의 파키스탄계 미국인이다. 그녀는 저지시티에 살고 있다. 그녀는 인휴머니티 스토리라인의 여파로 인휴먼즈의 일원이 되었다. 그녀는 이후 캐럴 댄버스가 캡틴 마블이 되자 그녀를 존경해 미즈 마블이라는 이름을 채택했다. 그녀는 첫 등장이 담긴 미즈 마블은 이후 휴고 상을 탔다.